# ژاپن در المپیک تابستانی ۱۹۷۲

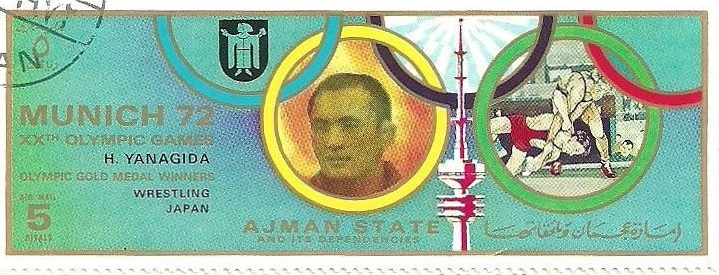
تمبر نماد ژاپن

ژاپن در بازی‌های المپیک تابستانی ۱۹۷۲ که در شهر مونیخ آلمان غربی برگزار شد، کاروان ژاپن با ۱۸۴ ورزشکار در این رقابت‌ها شرکت کرد و موفق به کسب ۲۹ مدال (۱۳ طلا، ۸ نقره، ۸ برنز) شد. در جدول رتبه‌بندی توزیع مدال‌ها، ژاپن در ردهٔ ۵ مسابقات قرار گرفت.